# Inscripció d'Al-Karak
La inscripció d'Al-Karak (en àrab romanitzat al-Karak o al-Kerak) fou descoberta el 1958 a Jordània, prop del barranc d'Al-Karak. És un fragment d'una inscripció de basalt de 12,5 cm d'alçada per 14 cm d'amplària. La inscripció és del final del segle IX ae.

## Descobriment
El Museu Arqueològic de Jordània la va adquirir al 1958. En una versió la trobà Falah Qaddur (o Fallah el-Baddour), un beduí. Segons Reed, W. L. i F. V. Winnett, Qaddur afirmà haver trobat la pedra "em una rasa que havia estat tallada per construir un nou edifici a Al-Karak". Uma carta d'Awni Dajani, llavors cap d'antiguitats del Museu Arqueològic de Jordània, afirmava que la pedra fou trobada per Odeh Subh el-Khwalideh (un parent de Qaddur) a casa de Suleiman el-Mubayyedin, prop del Llac Romà a l'est d'Al-Karak.

## Inscripció
La inscripció conté 3 línies incompletes, que inclouen 8 paraules completes i fragments de 5 més, totes escrites en llengua moabita coneguda només per un altre objecte, l'Estela Mexa. El text de la inscripció s'acosta al de l'Estela de Moab, però té una característica especial: la lletra He té quatre traços horitzontals a l'esquerra a partir del traç vertical, mentre que un He típic del segle X ae al V ae
, en les inscripcions semítiques del nord-oest contenen només tres traços a l'esquerra. Aquesta lletra està present en la inscripció almenys 3 voltes, i cada vegada apareix amb 4 traços horitzontals. Una altra diferència entre l'Estela de Moab i la inscripció moabita és la separació entre els mots. En l'Estela de Moab hi ha punts i, en la inscripció moabita, petites línies.

## Transliteració i traducció
Tot seguit hi ha la transliteració i la transcripció de la inscripció en lletres hebrees, així com la seua traducció a l'anglés. Les paraules entre claudàtors no s'han preservat en la inscripció, però s'han reconstruït, en part per comparança amb l'Estela Mexa.
| Transcripció                             | Transliteració                                                    | traducció                                                                   |
| ---------------------------------------- | ----------------------------------------------------------------- | --------------------------------------------------------------------------- |
| [אנכי כמשגד בן כ] משית מלך מאב הד [יבני] | [ 'anākū kamāšgād bēn ka ] māšūyat tot justēk mā'āb hadū [ bānū ] | [Jo sóc Chemosh-gad, fill de Ch] emosh-yat, rei de Moab, el Dib [onita] ... |
| [בבת] י כמש למבער כי אה [בתי]            | [ babēt ] ū kamāš lamaba'ēr kū 'āha [ batū ]                      | [... en el te] mple de Chemosh com un sacrifici, perquè jo estima [va ...]  |
| […] נה והן עשתי את [...]                 | […] nh wahēn 'āšūtū' t [...]                                      | ... i que vaig fer ...                                                      |

## Nota
- Aquest article va ser inicialment traduït de l'article de la Wikipedia en anglés, amb el títol El-Kerak Inscription.